# Liste der Baudenkmäler in Schonstett
Auf dieser Seite sind die Baudenkmäler in der oberbayerischen Gemeinde Schonstett zusammengestellt. Diese Tabelle ist eine Teilliste der Liste der Baudenkmäler in Bayern. Grundlage ist die Bayerische Denkmalliste, die auf Basis des Bayerischen Denkmalschutzgesetzes vom 1. Oktober 1973 erstmals erstellt wurde und seither durch das Bayerische Landesamt für Denkmalpflege geführt wird. Die folgenden Angaben ersetzen nicht die rechtsverbindliche Auskunft der Denkmalschutzbehörde.

## Einzeldenkmäler

### Schonstett
| Lage                                                   | Objekt                         | Beschreibung | Akten-Nr.    | Bild           |
| ------------------------------------------------------ | ------------------------------ | --- | ------------ | -------------- |
| Hauptstraße 4 (Standort)                               | Ehemalige Friedhofskapelle     | seit 1970 Pfarrsaal, Saalbau mit Westturm, Ende 17. Jahrhundert | D-1-87-173-2 | weitere Bilder |
| Hauptstraße 19 (Standort)                              | Pfarrhaus                      | zweigeschossiger Flachsatteldachbau mit Kniestock, Putzgliederungen und schmiedeeisernem Balkon, von Johann Baptist Rieperdinger, 1888; mit Einfriedung, schmiedeeisern, gleichzeitig. | D-1-87-173-8 | weitere Bilder |
| Hauptstraße 25 (Standort)                              | Ehemaliges Schloss             | jetzt Caritasheim, viergeschossige Anlage mit steilem Schopfwalmdach, 1. Hälfte 16. Jahrhundert, an der Ostseite Anbau, um 1730.                                                       | D-1-87-173-3 | weitere Bilder |
| Kirchplatz 6 (Standort)                                | Pfarrkirche St. Johann Baptist | Saalbau mit eingezogenem Chor und Nordturm mit Zwiebel, Chor spätgotisch, Umgestaltung 1756, Langhaus im 19. Jahrhundert erweitert; mit Ausstattung.                                   | D-1-87-173-1 | weitere Bilder |
| Von Schonstett nach Gunzenham; Wiesenländer (Standort) | Pestsäule                      | mit achtkantigem Schaft, wohl 18. Jahrhundert | D-1-87-173-5 | weitere Bilder |

### Irlach
| Lage                   | Objekt                 | Beschreibung                      | Akten-Nr.    | Bild |
| ---------------------- | ---------------------- | --------------------------------- | ------------ | ---- |
| Flur Irlach (Standort) | Ehemalige Flachsbreche | Blockbau mit Satteldach, um 1780. | D-1-87-173-7 | BW   |

### Wölkham
| Lage                                     | Objekt     | Beschreibung                                                                         | Akten-Nr.    | Bild |
| ---------------------------------------- | ---------- | ------------------------------------------------------------------------------------ | ------------ | ---- |
| Wölkhamer Feld, an der St2092 (Standort) | Wegkapelle | kleiner Massivbau mit Steildach und Lourdesgrotte, 17. Jahrhundert; mit Ausstattung. | D-1-87-173-6 | BW   |

## Ehemalige Baudenkmäler
In diesem Abschnitt sind Objekte aufgeführt, die früher einmal in der Denkmalliste eingetragen waren, jetzt aber nicht mehr. Objekte, die in anderem Zusammenhang also z. B. als Teil eines Baudenkmals weiter eingetragen sind, sollen hier nicht aufgeführt werden. Aktennummern in diesem Abschnitt sind ehemalige, jetzt nicht mehr gültige Aktennummern.

| Lage                    | Objekt                | Beschreibung | Akten-Nr.    | Bild           |
| ----------------------- | --------------------- | --- | ------------ | -------------- |
| Kirchplatz 3 (Standort) | Ehemaliges Bauernhaus | Einfirsthof, jetzt Wohn- und Geschäftshaus, zweigeschossiger massiver Flachsatteldachbau, rückwärtig mit Bundwerk, 1. Drittel 19. Jahrhundert, im Kern älter. | D-1-87-173-4 | weitere Bilder |